# Цесіський край
Цесі́ський кра́й (латис. Cēsu novads) — адміністративно-територіальна одиниця Латвійської Республіки. Розташований у центральній частині країни, в історичному регіоні Ліфляндія. Адміністративний центр — Цесіс. Створений 2021 року. Площа — 2886,35 км². Населення — 41 161 осіб (2021). До складу краю входять 2 міста і 21 волость.

## Історія
Край утворений 1 липня 2021 року шляхом об'єднання Цесіського, Аматського, Вецпіебалзького, Лигатненського, Паргауйського, Пріекульського та Яунпіебалзького країв, після адміністративно-територіальної реформи Латвії 2021 року.

## Адміністративний поділ
- 2 міста — Лигатне, Цесіс
- 21 волость

## Населення
Національний склад краю за результатами перепису населення Латвії 2011 року.
| Національність | К-сть | %        |
| -------------- | ----- | -------- |
| Латиші         | 15937 | 87,35 %  |
| Росіяни        | 1613  | 8,84 %   |
| Білоруси       | 194   | 1,06 %   |
| Українці       | 135   | 0,74 %   |
| Поляки         | 159   | 0,87 %   |
| Литовці        | 77    | 0,42 %   |
| Інші           | 131   | 0,72 %   |
| Загалом        | 18246 | 100,00 % |